# Oedalea ohioensis
Oedalea ohioensis är en tvåvingeart som beskrevs av Axel Leonard Melander 1902. Oedalea ohioensis ingår i släktet Oedalea och familjen puckeldansflugor. Inga underarter finns listade i Catalogue of Life.